# 老狼
老狼（1968年12月3日—），中国男歌手，本名王阳，有「校園民謠之父」之稱。以《睡在我上铺的兄弟》、《同桌的你》等曲而成名，同高晓松一道成为中国校园民谣的代表人物。

## “老狼”的由来
“老狼”外号的由来有两种说法。
- 他在“青铜器”担任主唱时，唱歌的声音很像狼。
- 他在女朋友生日时演唱偶像齐秦的〈狼〉，并在唱歌之前说自己愿意一直陪伴她到老，当一匹老狼。

## 生平
- 1968年出生于北京，父亲是中国航空航天部总工程师，母亲是中央广播交响乐团团长[1]。
- 老狼中学毕业于北京市第八中学，1987年考入北京联合大学无线电专业。
- 1989－1991年，大学期间自组乐队“青铜器”担任主唱，该乐队是中国第一支大学生摇滚乐队。乐队在北京各种地下摇滚音乐会与崔健、唐朝乐队、黑豹乐队等乐队同台演出。
- 1991－1993年，乐队解散。
- 大学毕业后，老狼曾在中关村一家工业自动化设计公司从事工程师工作。
- 1993年他辞去工作成为歌手，参加香港大地唱片公司唱片《校园民谣1》的录制。
- 1994年3月，老狼与香港大地唱片公司签约。
- 1994年4月，包含《同桌的你》及《睡在我上铺的兄弟》在内的专辑《校园民谣1》得到发行。
- 1994年4－5月，老狼与香港大地唱片公司解除合约。
- 1995年6月，与黄晓茂创建的风行音乐工作室签约。
- 1995年7月，老狼首张个人专辑《恋恋风尘》由上海声像出版社发行。
- 2000年2月，与华纳唱片签定唱片约，并与麦田音乐签定演艺和约。
- 2002年，老狼推出了第二张专辑《晴朗》。
- 2004年10月8日，老狼与潘茜结婚。
- 2007年2月，老狼推出个人的第三张专辑《北京的冬天》。
- 2013年1月21日，在微博晒出新生儿子照片。
- 2016年3月，加入第四季《我是歌手》的競演，成為最後一位補位歌手。並且突圍成功，成為唯一一位進入總決賽的大陸歌手。
- 2023年，参加迎驾洞藏·巨星演唱会合肥站，演唱《同桌的你》等歌曲。[2]
- 2024年，陆续在微信视频号等内容平台发布日常演唱的音乐作品。

## 专辑
- 《恋恋风尘》 1995年
- 《青春無悔》1996年
- 《晴朗》 2002年
- 《北京的冬天》 2007年

## 單曲
- 《模範情書》1996年
- 《百分之百的女孩》、《虎口脫險》2000年